# Septembre 1875

## Événements
- Canada : signature du Traité 5 entre la reine et les Saulteaux et les Cris du centre du Manitoba.
- L’ex-colonel danois Ahrendrup accompagné de 4 000 soldats égyptiens lance une offensive au nord d’Adoua : l’opération est un carnage pour l’armée égyptienne.
- L’empereur du Brésil Pedro II fait libérer les évêques emprisonnés, ce qui met fin à la crise ouverte en 1864 lorsque certains évêques ont voulu appliquer une encyclique pontificale contre la franc-maçonnerie. Depuis, la monarchie a perdu l’appui de l’Église, mais aussi celui des libéraux, gagnés aux idées républicaines, et de l’armée.

- 2 septembre, Canada : l'Affaire Guibord prend fin.

- 7 septembre (campagne d’Éthiopie) : les troupes égyptiennes du gouverneur de Massaoua Werner Munzinger sont repoussées par les Éthiopiens dans le Aoussa à Agurdat. Werner Munzinger est tué le 16 novembre.

- 20 septembre : incident de Kanghwa. Après le bombardement d’un navire de guerre japonais par les batteries côtières coréennes, les Japonais font débarquer 800 fusiliers marins en Corée. Une nouvelle escadre accoste à Kanghwa pour négocier un traité.

## Naissances
- 1er septembre : Edgar Rice Burroughs, romancier, créateur de Tarzan († 19 mars 1950).
- 4 septembre : Saxton Pope, médecin américain († 8 août 1926).
- 6 septembre, Edith Berkeley, biologiste.
- 21 septembre : « El Algabeño » (José García Rodríguez), matador espagnol († 7 janvier 1947).

## Décès
- 27 septembre : Édouard Corbière, marin, écrivain, journaliste et armateur français (° 1793).